# The Blue Nile
The Blue Nile, är en musikgrupp från Glasgow, Skottland, bildad 1981 av Paul Buchanan (sång, gitarr), Robert Bell (basgitarr, synthesizer) och Paul Joseph Moore (keyboards, piano). Gruppen hade till en början ett synthesizer-baserat sound men de två senare albumen är mer i akustisk stil. 

## Historia
Gruppen bildades när Buchanan och Bell studerade vid universitetet i Glasgow och började skriva låtar tillsammans. Där träffade de keyboardspelaren PJ Moore och som trio började de spelade på olika platser i Glasgow och göra demoinspelningar. 1981 gav de ut en singel med låtarna "I Love This Life" och "The Second Act" på eget bolag.
Av en tillfällighet hamnade en av gruppens demos hos Linn Electronics, en tillverkare av audioprodukter, som gillade demon så mycket att de erbjöd sig att finansiera ett album med gruppen. Debutalbumet A Walk Across the Rooftops utkom 1984 och blev mycket uppmärksammat. En kritiker skrev att musiken är "ett lätt flöde av akustiska och elektroniska ljud" där "The Blue Nile rör sig lågmält fram längs sin egen väg, med subtila och impressionistiska melodier och intuitiva texter som framkallar stämningar och minnen."
Efter debutalbumet A Walk Across the Rooftops har den kritikerrosade gruppen endast givit ut ett fåtal album med långa mellanrum. Uppföljaren Hats från 1989 med låtar som "The Downtown Lights" och "Headlights on the Parade" nådde en topp-20 placering i England och är ett av de få album som fått högsta betyg i tidningen Q. 1996 utkom Peace at Last med ett mer akustiskt sound än de tidigare albumen.
Efter att ha givit ut albumet High 2004 är det oklart om gruppen fortfarande existerar, men de har inte splittrats officiellt. 
År 2012 gav Paul Buchanan ut soloalbumet Mid Air.
Gruppen har samarbetat med bland andra Peter Gabriel, Rickie Lee Jones, Annie Lennox, Robbie Robertson, Julian Lennon och Texas.
Annie Lennox gjorde på albumet Medusa en cover på "The Downtown Lights". Andrea Corr från The Corrs gjorde 2011 en cover på "Tinseltown in the Rain" från A Walk Across the Rooftops.

## Diskografi
Album
- A Walk Across the Rooftops – 1984
- Hats – 1989
- Peace at Last – 1996
- High – 2004

Singlar/EP
- "I Love This Life" / "The Second Act" – 1981
- "Stay" / "Saddle The Horses" – 1984
- "Tinseltown In The Rain" / "Heatwave" – 1984
- "The Downtown Lights" / "The Wires Are Down" – 1989
- "Headlights On The Parade (Bob Clearmountain Remix)" / "Headlights On The Parade (Album Version)" – 1990
- "Saturday Night (Edit)" / "Saturday Night (Album Version)" – 1990
- "Happiness" / "O Lolita" / "War Is Over" – 1996 (Maxi-singel)
- I Would Never (EP) – 2004
- "She Saw The World" / "Soul Boy (Remix)" – 2004